# غوستاف فان كوتر
غوستاف فان كوتر مواليد 31 مارس 1948 في بلجيكا، هو دراج بلجيكي سابق. سبق أن شارك في دورة الألعاب الأولمبية الصيفية.

## سجل النتائج

### سباقات أو مراحل فاز بها
- بطولة العالم لسباق الدراجات على الطريق

## روابط خارجية
- غوستاف فان كوتر على موقع أرشيف الدراجات (الإنجليزية)
- غوستاف فان كوتر على موقع إحصائيات الدراجات الإحترافية (الإنجليزية)
- غوستاف فان كوتر على موقع أوليمبيديا (الإنجليزية)